# Ahmadu Tall
Ahmadu Tall, noto anche come Ahmad al-Madani al-Kabir at-Tijani o come Ahmadu Sekou (Califfato di Sokoto, 21 giugno 1836 – Sokoto, 15 dicembre 1897), è stato sovrano dell'Impero Toucouleur e faama di Ségou.

## Biografia
Ahmadu nacque durante il soggiorno del padre, Omar Tall, nel Califfato di Sokoto. Sua madre era una schiava hausa.
Omar Tall conquistò Ségou (allora capitale dell'Impero Bambara) il 10 marzo 1861. Non molto tempo dopo iniziò la conquista dell'Impero Masina e Ahmadu Tall ebbe il ruolo di faama di Ségou .
Omar Tall morì nel 1864 nel tentativo di reprimere una ribellione nel Masina. Ahmadu Tall tentò di affermare il suo controllo sull'intero Impero Toucouleur fondato dal padre, ma a ciò si opposero il cugino Tidiani Tall, nel Masina, e i fratellastri Moktar e Aguibu Tall, nel Kaarta. La sua azione di governo consistette in gran parte nel reprimere le ribellioni nelle città vicine, nel litigare con i suoi parenti e nel combattere per centralizzare l'impero contro la resistenza dell'aristocrazia dei fulani. A tal fine si creò una base di sostegno tra i bambara nativi di Ségou.
Il suo governo era ben strutturato, con governatori provinciali nominati a livello centrale e affiancati da qadi, comandanti militari ed esattori. I ministri con sede a Ségou gestivano vari portafogli, come la giustizia, la flotta del fiume Niger, il tesoro pubblico, le relazioni con gli europei e altre potenze straniere, il commercio. Per gran parte del regno di Ahmadu Tall, suo cugino Sydou Djelia fu primo ministro.
Con il trattato di Gouri del 12 maggio 1887 Ahmadu Tall accettò un'alleanza di breve durata con i francesi. Ségou cadde in mano ai colonizzatori nel 1890, quando Ahmadu aveva ormai ripiegato su Nioro du Sahel, dove il suo esercito, guidato dall'alleato wolof 'Ali Buri N'Dyaye, fu sconfitto nel gennaio 1891. Ahmadu Tall e Alboury Ndiaye ripiegarono a Djenné, che cadde nel 1893, e poi nell'odierno Niger, da dove i francesi li cacciarono nel maggio 1897. Ahmadu raggiunse infine Sokoto, dove morì nel 1897.

## Retaggio culturale
Ahmadu Tall fu un sovrano illuminato e saggio, che trattò con cortesia i diplomatici francesi. Sebbene fosse un toucouleur, è stato ricordato con affetto dai bambara di Ségou, sui quali governò per quasi 30 anni.